# Katleen De Caluwé
Pour l’article homonyme, voir De Caluwé.
Katleen De Caluwé (née le 22 décembre 1976) est une athlète belge spécialiste du 100 mètres.

## Biographie
De Caluwé participe aux Jeux olympiques d'été de 2004 à Athènes et finie sixième au 4 x 100 mètres avec ses coéquipières Lien Huyghebaert, Élodie Ouédraogo et Kim Gevaert. Cette équipe établie le record national avec un temps de 43,08 secondes.
Son meilleur temps personnel est de 11,49 secondes réalisé en mai 2002 à Lede en Belgique.